# Boa EC
Boa Esporte Clube, eller enbart Boa, är en fotbollsklubb från staden Varginha i delstaten Minas Gerais i Brasilien. Klubben grundades 30 april 1947 och hette då Ituiutaba Esporte Clube men bytte till det nuvarande namnet under 2011 års säsong. Klubben har inga mästerskapstitlar från någon högsta division, men har vunnit andra divisionen i Campeonato Mineiro vid två tillfällen, 2004 och 2011.